# Toninia weberi
Toninia weberi är en lavart som beskrevs av Timdal. Toninia weberi ingår i släktet Toninia och familjen Ramalinaceae.   Inga underarter finns listade i Catalogue of Life.